# Citrulline
La citrulline (C6H13N3O3) est un acide aminé non protéinogène, c’est-à-dire qu’il ne fait pas partie des acides aminés constituant les protéines. La citrulline a été identifiée pour la première fois il y a plus de 70 ans à partir de la pastèque Citrullus lanatus dont elle tient son nom. La pastèque est la plus importante source de citrulline connue à ce jour (0,7  à   3,6 g·kg-1 de pulpe selon l’espèce et le degré de maturité). Elle a pu être isolée mais non quantifiée dans d’autres cucurbitacées telles que le concombre, le melon, la citrouille, la courge. 
Chez la plupart des mammifères, l’intestin grêle est la principale source de citrulline circulante.

## Propriétés physico-chimiques
La citrulline est un solide incolore et inodore à température et pression ambiantes. Son point de fusion est à 222 °C. C’est un α-amino acide comportant un carbone asymétrique d’où il présente deux énantiomères. 
Comme la plupart des acides aminés, sa forme naturelle et active est la forme L.
La citrulline a une masse moléculaire de 175 g/mol. Ses propriétés chimiques résultent de sa fonction acide aminé et également de sa fonction urée en position terminale de la chaine aliphatique qui se substitue au carbone α. Grâce à sa chaine polaire latérale, la citrulline est soluble dans l’eau mais très peu soluble dans le méthanol et l’éthanol. Comme tous les autres acides aminés, la citrulline présente deux acidités des groupes acide carboxylique (pka ≈2,4) amine (pka≈ 9,4).

## Métabolisme de la citrulline circulante

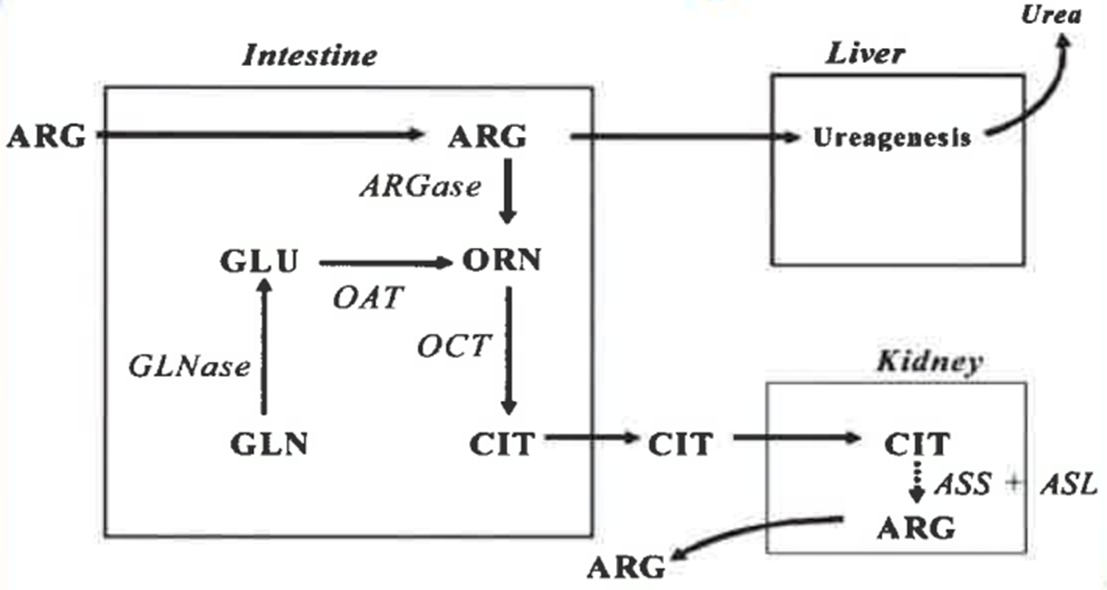
Métabolisme de la citrulline circulante

La L-citrulline a longtemps été uniquement considérée comme un simple intermédiaire métabolique du métabolisme protéique. En effet, dans le foie, elle est un intermédiaire du cycle de l'urée, permettant d'épurer l’excès d’azote de l'organisme, et notamment en situation d'hyperammoniémie.   
Cependant, le métabolisme de la L-citrulline libre est bien plus complexe et implique trois enzymes clés :
- l’ornithine carbamoyltransférase (OCT) qui produit la L-citrulline ;
- l’arginosuccinate synthétase (ASS) qui la convertit en arginosuccinate ;
- la NO synthétase (NOS) qui produit la L-citrulline et le monoxyde d’azote (·NO) à partir d’arginine.

L’étude de la distribution de ces enzymes et l’utilisation d’isotopes stables d’acides aminés ont permis de mettre en évidence le métabolisme complexe de la L-citrulline où se distinguent trois voies métaboliques. 
- La première de ces voies a lieu au niveau du foie : la L-citrulline est synthétisée localement par l’OCT en tant qu’étape de l’uréogenèse, indispensable à l’organisme pour éliminer l’azote excédentaire et l’ammoniac neurotoxique sous forme d’urée. Cette citrulline ne sort pas du foie : c’est un intermédiaire du cycle de l’urée.
- La deuxième de ces voies implique l’intestin et les reins : l’intestin est le principal producteur de L-citrulline (via l’OCT ≈ 10 g/j chez l’adulte sain)[5], qui est alors libérée dans la circulation périphérique et à nouveau convertie en arginine dans les reins (par l’ASS)[6] ce qui permet d’assurer la synthèse endogène d’arginine. En effet, l’arginine absorbée par l’intestin est quasi totalement dégradée au niveau hépatique par l’importante activité de l’arginase présente dans le foie[7],[8]. De plus, l’arginine exerce un rétrocontrôle positif sur l’uréogenèse (à travers une stimulation de la N-acétylglutamate synthase[9]), ce qui pourrait entraîner une dégradation excessive de l’arginine et de tous les acides aminés lors d’apports importants en arginine. La L-citrulline n’étant pas captée par le foie[5], elle constituerait un excellent moyen physiologique de préserver l’arginine pour son utilisation au niveau périphérique.
- La troisième voie métabolique est un recyclage de la L-citrulline en arginine ou de l‘arginine en citrulline dans les tissus producteurs de ·NO pour soit augmenter la disponibilité de l’arginine soit produire du ·NO. La connaissance du métabolisme de la L-citrulline permet de comprendre ses effets physiologiques et nutritionnels notamment en tant que marqueur de la fonction intestinale ou précurseur d’arginine ou de ·NO.

## Tolérance
Les données de la littérature montrent que la L-citrulline est généralement considérée totalement tolérée pour la consommation orale chez l’humain, même à des doses importantes (15 g par jour),, contrairement à d’autres acides aminés et particulièrement à l’arginine et l’ornithine, deux acides aminés métaboliquement liés à la L-citrulline. En effet, l’arginine et l’ornithine ont des effets secondaires gastro-intestinaux non négligeables se manifestant généralement par une diarrhée. Cette différence de tolérance entre la L-citrulline et ses acides aminés métaboliquement liés s’expliquerait par une différence au niveau du transport intestinal de ces acides aminés, l’absorption intestinale d’arginine et d’ornithine étant plus facilement saturable que celle de L-citrulline, induisant alors une diarrhée osmotique.

## Maladies héréditaires liées au métabolisme de la citrulline
Plusieurs pathologies sont associées à un déficit en L-citrulline. En effet, des mutations touchant les enzymes impliquées dans le métabolisme de la L-citrulline se traduisent souvent par un déficit en cet acide aminé, entraînant des perturbations du cycle de l’urée. Elle s’est en effet montrée efficace dans des cas de déficience en OTC ou en carbamyl-phosphate synthase, ou encore dans le traitement du syndrome H (déficience en transport mitochondrial d’ornithine liée au chromosome 13,) et de l’intolérance aux protéines dibasiques.

## Propriétés nutritionnelles et thérapeutiques

### Alternative à la supplémentation orale en arginine
La mise en évidence du rôle de la L-citrulline en tant que précurseur naturel d’arginine a permis d’envisager l’utilisation de la L-citrulline en tant qu’alternative à l’arginine qui, apportée par l’alimentation, est en partie retenue par l’intestin et massivement dégradée par le foie dans le cadre de l’uréogenèse. En effet, l’administration de L-citrulline chez les volontaires sains est associée à une augmentation des concentrations plasmatiques de L-citrulline et des acides aminés métaboliquement liés (c'est-à-dire arginine et ornithine),,,,. Or, le rôle de l’arginine dans les processus de cicatrisation, d'activation lymphocytaire, de synthèse d'insuline et d'hormone de croissance lui confère des effets immunomodulateurs importants,. L’arginine est par ailleurs un acide aminé dit « conditionnellement » indispensable dans certaines conditions physiopathologiques (stress catabolique, insuffisance intestinale ou rénale, etc.). Toutefois, l’arginine est largement métabolisée par le foie, ce qui remet en cause l’efficacité d’une complémentation orale en arginine. Or, la L-citrulline n’est pas captée par le foie et passe librement jusqu’aux reins où elle est métabolisée en arginine. C’est donc une bonne stratégie pour générer de l’arginine et améliorer le statut nutritionnel, comme il a été démontré chez des personnes âgées. 
En d’autres termes, pour augmenter les taux d’arginine dans le sang dans certaines situations où cela est nécessaire (en réanimation lors de stress catabolique, chez les grands brûlés, lors d’insuffisance rénale ou intestinale…), il est plus efficace de donner oralement de la citrulline (qui sera transformée en arginine par les reins) plutôt que de donner de l’arginine elle-même, qui sera massivement utilisée par le foie avant d’arriver dans la circulation sanguine.   

### Citrulline pure ou malate de Citrulline
La L-citrulline est généralement disponible sous forme de poudre. Plusieurs fabricants dans le monde fabriquent de la L-Citrulline à partir de fermentation. Les principaux sites de production de situent aux États-Unis, en Chine et au Japon. Le malate de citrulline est une combinaison de L-citrulline et de malate (acide malique). Le malate ne possédant pas de fonction anabolique, sa présence à côté de la citrulline ne présente pas d'intérêt direct pour la synthèse protéique.

### Action sur la synthèse protéique et conséquences sur la fonction musculaire
Il est à présent bien démontré dans la littérature que la L-citrulline est largement impliquée dans la régulation de l’homéostasie azotée avec, notamment, une action directe de la L-citrulline sur la synthèse protéique musculaire. La citrulline, échappe à la séquestration splanchnique : elle n’est pas retenue par l’intestin et le foie pour leurs besoins propres, comme le sont les autres acides aminés (ce phénomène s’accentuant avec l’âge). C’est pourquoi la citrulline, associée à une alimentation suffisante en protéines représente une stratégie nutritionnelle intéressante pour préserver la masse musculaire lors du vieillissement,,,. En effet, au cours du vieillissement, la séquestration splanchnique induit une diminution de la synthèse protéique musculaire postprandiale, pouvant conduire, chez un individu, à la diminution de la moitié de sa masse musculaire entre l’âge de 20 ans et celui de 70 ans. Ainsi, des travaux de recherche chez l’animal et chez l’humain montrent que la citrulline augmente la synthèse protéique, la masse et la fonction musculaires,,,,,,,,.

#### Études réalisées chez l'animal
Chez le rat âgé sain, une complémentation orale en citrulline pendant 3 mois induit une augmentation de la masse maigre de l’ordre de 8 % (et en particulier une augmentation de la masse musculaire de l’ordre de 25 %), associée à une diminution de la masse grasse cutanée (- 14 %) et intra-abdominale (- 42 %), suggérant qu’une complémentation en citrulline permet de corriger les effets du vieillissement sur la composition corporelle. 
Dans un travail princeps réalisé chez des rats âgés dénutris, un apport oral de citrulline permet d’augmenter de plus de 20 % le contenu protéique musculaire et de plus de 90 % la synthèse protéique musculaire. Sur ce même modèle, une complémentation orale en citrulline permet d’augmenter la force musculaire de 37 %.

#### Études réalisées chez l'humain
Chez l’adulte jeune, la consommation de 2, 5, 10 ou 15 g de citrulline est très bien tolérée et induit une augmentation du taux d’arginine dans le sang et du bilan azoté selon le dosage,. Les auteurs de cette pharmacocinétique préconisent la dose de 10 g en utilisation clinique, en tant qu’adjuvant des traitements de la dénutrition et de la sarcopénie par exemple. Des résultats similaires ont été obtenus chez l'adulte âgé. 
Une étude chez le volontaire sain soumis pendant 3 jours à un régime hypoprotéique (pour mimer un état de dénutrition modéré) montre qu’une complémentation orale en citrulline induit une augmentation de 25 % de la vitesse de la synthèse protéique musculaire. Pour des raisons méthodologiques, le taux de citrulline dans le sang (= citrullinémie) de ces sujets devait être stable. Elle était comprise entre 800  et   1 000 µM. La pharmacocinétique indique que pour obtenir une telle citrullinémie, une dose de 3,5 g de citrulline doit être ingérée. Chez des personnes âgées dénutries hospitalisées, un essai clinique randomisé en double aveugle montre qu'une complémentation orale en citrulline de 10 g par jour pendant 21 jours permet d'augmenter de 5 à 10 % la masse musculaire. Dans le même sens, chez des seniors de plus de 60 ans dynapéniques (et obèses), 10 g de L-citrulline par jour pendant 3 mois, associés à un entrainement par intervalles à haute intensité, est plus efficace pour augmenter la force musculaire et la fonction musculaire que l’entrainement par intervalles à haute intensité sans association avec la citrulline. Dans une population de personnes âgées obèses plus hétérogènes, il a été rapporté qu'une supplémentation en L-citrulline associée à un entraînement par intervalles à haute intensité est plus efficace pour augmenter la force musculaire et diminuer la masse grasse que l’entrainement par intervalles à haute intensité seul . Il a aussi été rapporté que cette association entraînement par intervalles à haute intensité et citrulline était plus bénéfique aux personnes qui consomment moins de 1g/kg/j de protéines que chez celles consommant plus de 1g/kg/j de protéines. L’efficacité de la citrulline à améliorer la fonction musculaire est décrite par une autre équipe chez des patients de 60 à 73 ans chez qui la vitesse de marche a été améliorée.

### Mécanisme d'actions de la citrulline

#### Action musculaire
Sur le plan musculaire, la citrulline agit sur plusieurs niveaux. D’une part, en stimulant les mitochondries musculaires par une meilleure oxygénation. D’autre part, en stimulant directement les enzymes de la synthèse protéique musculaire. Ainsi, l’ensemble de ces actions permettront une augmentation de la masse, de la force et de la fonction musculaires.

### Marqueur de la fonction intestinale
Ces dernières années, l’intérêt de la citrulline a fortement augmenté avec la mise en évidence du rôle de la citrulline en tant que marqueur non-invasif de la fonctionnalité intestinale,,. Ce concept a été inventé par Pascal Crenn, médecin et biologiste français, au cours de sa thèse (Université Paris Diderot), soutenue en 2000,  sous la direction du Pr Bernard Messing. En effet, des études tant chez l’animal que chez l’humain, ont montré une corrélation entre la citrullinémie et la longueur de l’intestin résiduel après une résection intestinale,, ou la masse entérocytaire dans la maladie cœliaque, la transplantation intestinale et les lésions résultant de radiations ionisantes.

### Antioxydante
Dans la pastèque, la citrulline est un antioxydant majeur. Elle lui permet notamment de résister aux périodes de sécheresse. Chez le rat âgé, une étude expérimentale a montré l’effet protecteur de la citrulline sur l’oxydation des VLDL et LDL dont l’oxydation est fortement impliquée dans le développement de  l’athérosclérose. L’effet protecteur de la citrulline sur les HDL pourrait protéger leur fonction antiathérogène.

### Hypoammoniémiantes
La citrulline a longtemps été administrée pour traiter des troubles héréditaires du cycle de l’urée pour son rôle d’agent hypoammoniémiant. Elle s’est en effet montrée efficace dans des cas de déficience en OTC ou en carbamyl-phosphate synthétase, ou encore dans le traitement du syndrome H (déficience en transport mitochondrial liée au chromosome 13, et de l’intolérance aux protéines dibasiques). Ses propriétés hyperammoniémiantes sont également à la base de son utilisation en tant qu’antiasthénique dans le traitement de la fatigue musculaire par le malate de citrulline.

### Modulateur du métabolisme du radical oxyde nitrique
La citrulline est un excellent précurseur d’arginine pour la synthèse du radical oxyde nitrique (•NO),,,. L’administration de citrulline pourrait donc entrer dans une stratégie thérapeutique dans le traitement de perturbations du métabolisme du •NO et l’amélioration de la fonction vasculaire, ce qui inclut l’hypertension, l’insuffisance cardiaque, le diabète et les lésions d’ischémie-reperfusion où l’arginine a déjà fait ses preuves.